# Yuncheng (Yunfu)

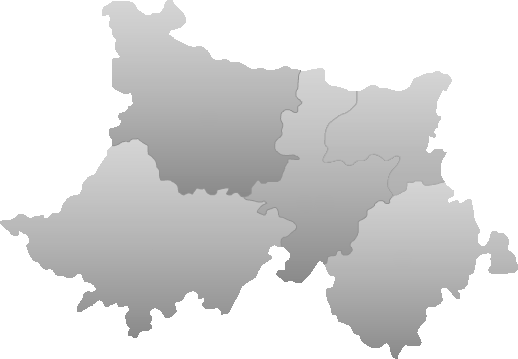
Lage des Stadtbezirks Yuncheng im Gebiet der bezirksfreien Stadt Yunfu

Der Stadtbezirk Yuncheng (chinesisch 云城区, Pinyin Yúnchéng Qū) ist ein Stadtbezirk in der chinesischen Provinz Guangdong. Er gehört zum Verwaltungsgebiet der bezirksfreien Stadt Yunfu. Yuncheng hat eine Fläche von 792,7 km² und zählt 408.537 Einwohner (Stand: Zensus 2020). Er ist Zentrum und Regierungssitz von Yunfu.

## Administrative Gliederung
Auf Gemeindeebene setzt sich der Stadtbezirk aus vier Straßenvierteln und drei Großgemeinden zusammen. 